# Адлен Шевкед
Адлен Шукри Шевкед е български икономист и политик от ДПС. Народен представител от Движението за права и свободи в XLIV, XLV, XLVI, XLVII, XLVIII и XLIX народно събрание. В периода от 1999 до 2011 г. е общински съветник от ДПС в община Кърджали. Била е председател на Комисията по здравеопазване и член на комисиите по Стопанска политика, Бюджет и Финанси, и Законност.

## Биография
Адлен Шевкед е родена на 24 ноември 1969 г. в град Кърджали, Народна република България. Завършва специалност „Финанси“ в УНСС.
През 1999 г. става член е на ДПС. Става директор на РЗОК-Кърджали, ръководител на офис на „СИБанк“ ЕАД в село Черноочене, главен експерт корпоративно банкиране и кредитиране в „Търговска Банка“ АД.